# Kima oja
Kima oja är ett vattendrag i landskapet Valgamaa i södra Estland. Det är 8 km långt och är ett högerbiflöde till Gauja som vid sammanflödet utgör gräns mellan Estland och Lettland. Gauja svänger därefter åt sydväst och mynnar i Rigabukten på den lettiska sidan.